# Bernhard Dohm
Bernhard Dohm (* 1. Mai 1905 in Wiesbaden; † 22. Juli 1986 in Berlin) war ein deutscher KPD- und SED-Funktionär sowie Direktor des Marx-Engels-Lenin-Institut beim Zentralkomitee der SED.

## Leben
Bernhard Dohm, Sohn eines Oberpostassistenten, erlernte von 1919 bis 1923 den Beruf des Schiffbauers auf der Vulkan-Werft in Hamburg. Anschließend war er bis 1929 in diesem Beruf tätig. 1927 schloss er sich dem KJVD und 1930 der KPD an. In den Jahren 1929 und 1930 war Dohm arbeitslos.
1930 ging Dohm nach Moskau, dort war er von 1930 bis 1933 Mitarbeiter des Kinderbüros der Kommunistischen Jugendinternationale (KJI). Anschließend war er von 1933 bis April 1935 Kursant an der Kommunistischen Universität der nationalen Minderheiten des Westens und danach erneut bis 1943 für die KJI tätig. Anfang 1941 wurde er von der Gestapo auf der Sonderfahndungsliste „UdSSR“ erfasst.
Im Oktober 1941 wurde er nach Ufa evakuiert, dort absolvierte er bis 1942 ein Fernstudium der Geschichte am Moskauer Institut für Literatur, Philosophie und Geschichte mit Abschluss als Historiker. 1942 wurde er Redakteur des Senders für die deutsche Jugend „Sturmadler“, ab 1943 Mitarbeiter des Deutschen Volkssenders. Zugleich war er Mitglied einer Arbeitsgruppe der KPD-Führung über Jugendfragen. 1944/1945 war er an der 1. Ukrainischen Front als Lehrer in der Frontschule für Kriegsgefangene (Antifa-Schule) tätig.
1945 kehrte er nach Deutschland zurück. Er war Delegierter des Vereinigungsparteitages 1946 und des III. Parteitages der SED. Zunächst Referent war er 1949/1950 Leiter der Abteilung Parteischulung der KPD-Bezirksleitung bzw. des SED-Landesverbandes Sachsen der SED. Von 1950 bis 1953 war er Direktor des Marx-Engels-Lenin-Instituts beim Zentralkomitee der SED, anschließend herabgestuft zum wissenschaftlichen Mitarbeiter in der dortigen Marx-Engels-Abteilung. Nach einem halbjährigen Aufenthalt in Moskau wurde er 1960 Sekretär der Grundorganisationsleitung der SED im Institut.
Dohm leitete die Arbeit an den Bänden 11 und 20 der Marx-Engels-Werke (MEW) und war an den Bänden 27, 28 und 29 der MEW beteiligt. Außerdem bearbeitete er die Einzelausgabe der Theorien über den Mehrwert (MEW 26). Er war an der Vorbereitung der Marx-Engels-Gesamtausgabe (MEGA) beteiligt und edierte die Kreuznacher Exzerpte von Karl Marx.

## Auszeichnungen
Dohm wurde mit der Ehrenspange zum Vaterländischen Verdienstorden und dem Karl-Marx-Orden ausgezeichnet.
- 1985 Medaille „40. Jahrestag des Sieges im Großen Vaterländischen Krieg 1941–1945“[3]

## Schriften
- Lesematerial zum Thema: Die marxistisch-leninistische Lehre vom Staat. Stenogramm einer auf der Landesparteischule „Fritz Heckert“ am 17. Mai 1948 gehaltene Lektion von Bernhard Dohm. Dresden 1948.
- Lenin und der Leninismus. Lektion zum 80. Geburtstag Wladimir Iljitsch Lenins am 22. April 1950. Berlin 1950.
- Marx und Engels und ihre Beziehung zu Rußland. In: Berufsbildung. Jg. 7, 1953, Heft 10, S. 33
- Marx und Engels und ihre Beziehungen zu Rußland. Dietz Verlag, Berlin 1955.
- Inge Taubert, Bernhard Dohm: Bisher unbekannte Korrespondenzen von Marx aus der „Rheinischen Zeitung“. In: Beiträge zur Geschichte der Arbeiterbewegung. Berlin 1974 (Sonderband), S. 46–60.